# Jürgen Schweinebraden

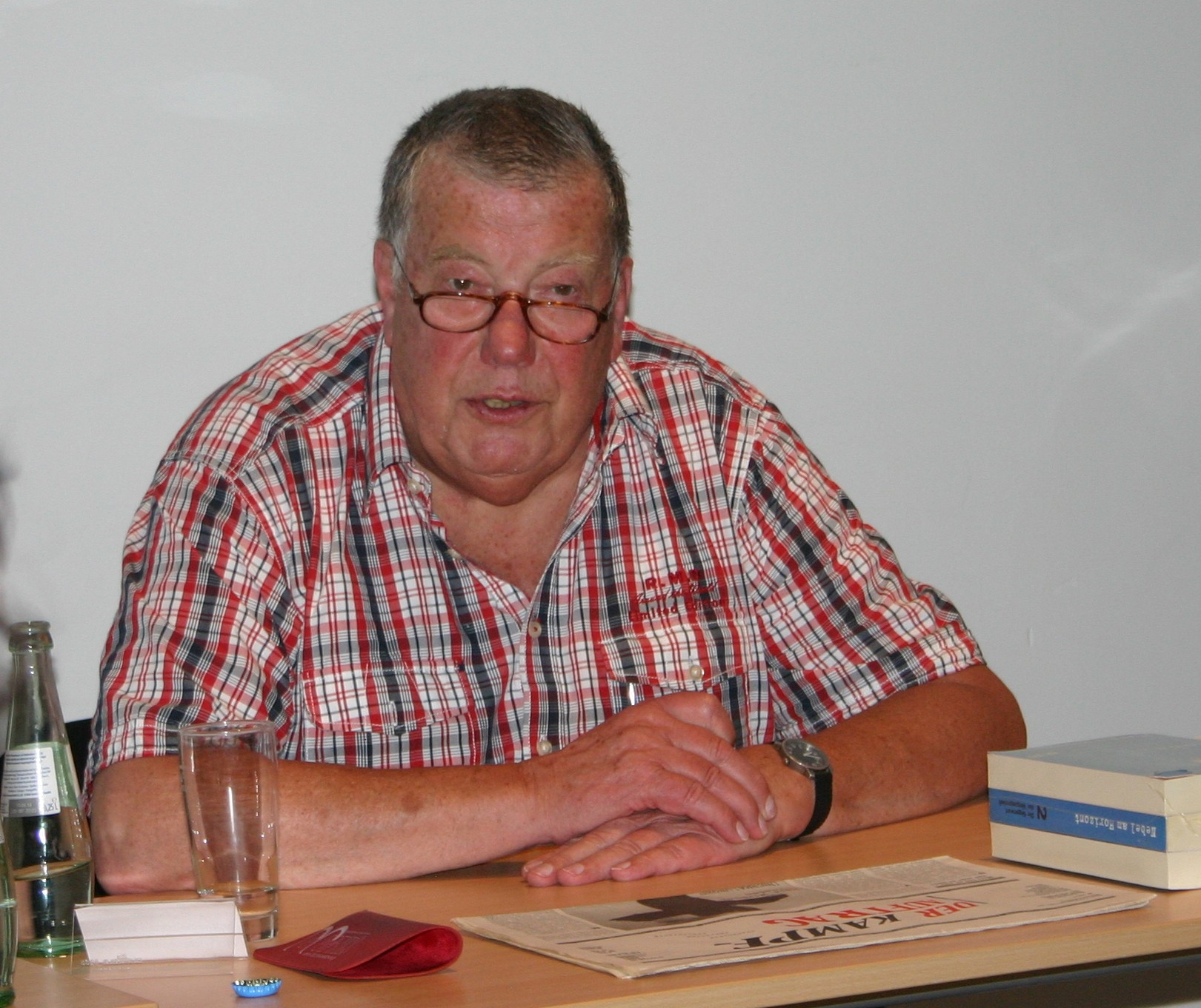
Jürgen Schweinebraden während einer Buchlesung in Berlin, 2012

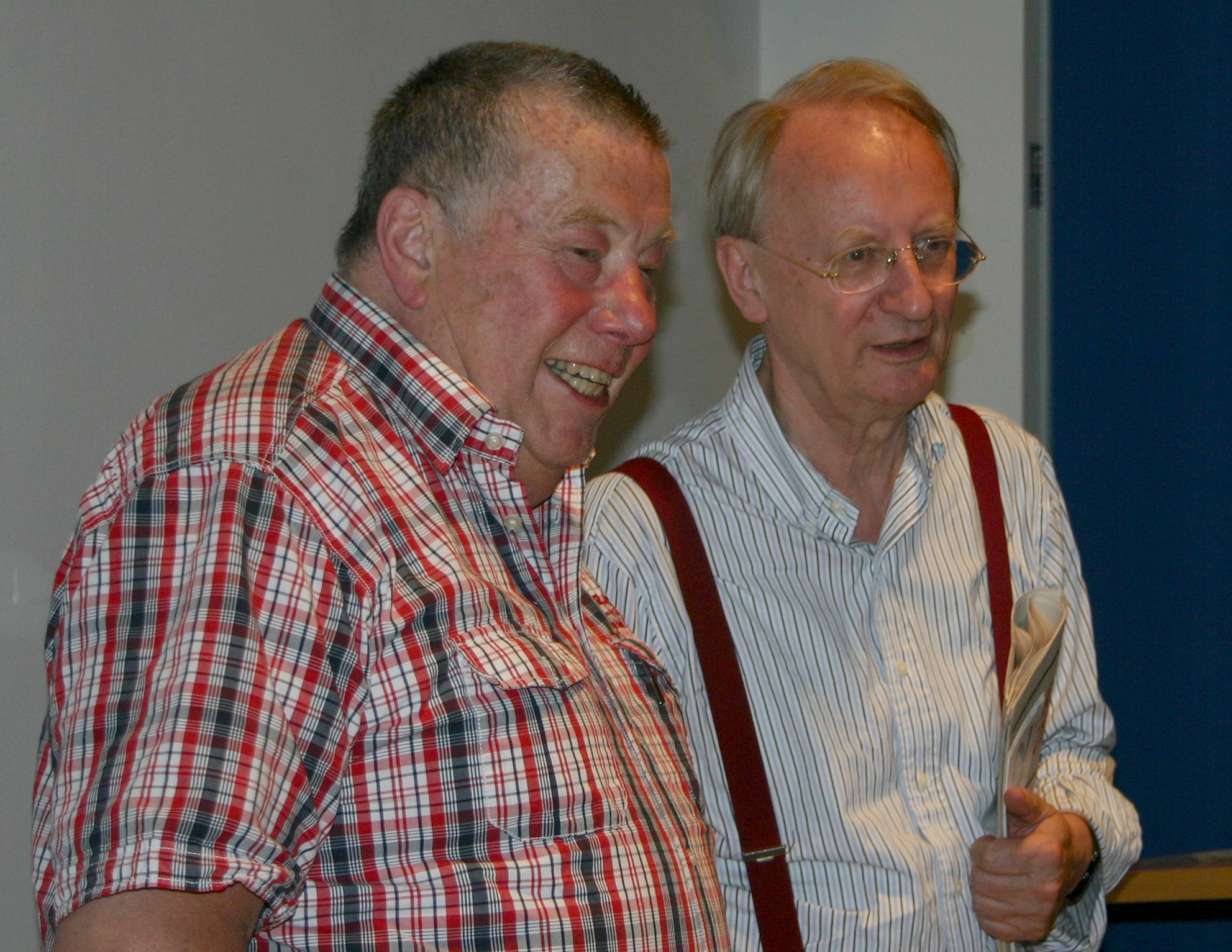
Jürgen Schweinebraden und Klaus Staeck, 2012

Jürgen Walther Herrmann Schweinebraden Freiherr von Wichmann-Eichhorn (* 15. März 1938 in Dresden; † 15. September 2022 in Niedenstein) war ein deutscher Galerist und Publizist.

## Leben
Schweinebraden, der nach seiner Lehre als Autoschlosser Psychologie und Industriesoziologie studiert hatte, nahm zunächst Lehrtätigkeiten in Ost-Berlin auf.
1974 gründete er in der Ostberliner Dunckerstraße 17 die Wohn- und Alternativgalerie EP Galerie Jürgen Schweinebraden und organisierte bis 1980 70 Ausstellungen, u. a. zu A. R. Penck, und 50 Konzerte. Dabei machte er das ostdeutsche Publikum mit Produkten der westlichen Kunst wie Mail Art, Konzeptkunst, Performance und Video bekannt.
1979 wurde er mit mehreren Ordnungsstrafen belegt. 1980 folgte ein Strafverfahren wegen Herstellung illegaler Druckerzeugnisse, im November desselben Jahres siedelte er in die Bundesrepublik über.
Die von ihm gegründete Alternativgalerie wurde zum Vorbild für ähnliche Modelle in mehreren Großstädten der DDR und war ein Grundstein für die Entwicklung einer alternativen Kunstszene in der DDR als Gegenstück zu der von der SED propagierten Parteikunst.
Seither war er bei der Nationalgalerie in Berlin sowie der documenta 8 in Kassel tätig. Schweinebraden war von 1989 bis 1992 Direktor des Hamburger Kunstvereins. Er lebte als freiberuflicher Ausstellungsmacher, Publizist und Verleger in Niedenstein (Hessen).
Am 10. Dezember 2007 wurden große Teile der A.-R.-Penck-Sammlung von Jürgen Schweinebraden durch die Stadt Dresden angekauft. Sie befinden sich heute, ergänzt durch eine umfangreiche Schenkung des Sammlers im Besitz der Städtischen Galerie Dresden. Insgesamt konnte die Galerie ihren Bestand um etwa 40 Gemälde, Objekte und Assemblagen, 330 Aquarelle und Zeichnungen, 340 Übermalungen, 80 druckgrafische Arbeiten sowie über 100 Werke aus dem Umkreis der Künstlergruppe „Lücke“, in der A. R. Penck maßgeblich mitwirkte, aufstocken.
Schweinebraden war seit den 1970er Jahren mit Barbara Freifrau von Wichmann-Eichhorn (1942–2020) verheiratet und nahm ihren Namen an.
Jürgen Schweinebraden starb am 15. September 2022 in Niedenstein.

## Publikationen (Auswahl)
- Als Herausgeber: Grafik der Deutschen Demokratischen Republik. Künstlerbuch mit Arbeiten von Ingo Arnold, Dieter Gerbeth, Dieter Goltzsche, Brigitte Handschick, Günther Horn, Friedrich B. Henkel, Gerhard Klampäckel, Dankwart Kühn, Klaus Magnus, Hans Mendau, Michael Morgner, Wolfgang Petrovsky, Volker Pfüller, Thomas Ranft, Matthias Wegehaupt, Hans Ticha, Jürgen Strandt & Erhard Zeisiger. 1976

- Die Gegenwart der Vergangenheit. 2 Bände mit 23 Autoren, 500 Seiten, viele s/w-Abbildungen. Band 1: Blick zurück im Zorn? (In Band 1: Fallbeispiel mit Faksimiles von Akten des Ministeriums für Staatssicherheit der DDR zum Beobachtungsobjekt "Eiche" (EP Galerie & Edition, Dunckerstraße 17, O-Berlin).) / Band 2: Nebel am Horizont. Hierin u. a. Erinnerungen Dresden-Berlin mit Schwerpunkt A. R. Penck. ISBN 3-924540-20-9.
- Afrikanisches Tagebuch. Beobachtungen in Sierra Leone vor dem Bürgerkrieg.
- Verschiedene Kataloge u. a. Franz Erhard Walther (Bild und Sockel zugleich. Zeit ruht / Terra Murata), Das Sisyphos-Syndrom, Landschaft. Reflex Ost West.
- Kleine Katalogreihe (40 S., 40 Abb., Format A6. Künstler: A. R. Penck, Peter Niemann, Kaspar Toggenburger, Walter Weiße, Franz Erhard Walther, Pidder Auberger, Klaus Staeck, Fritz Schwegler, Ulrich Erben.)
- Serien zeitgenössischer Kunst im Postkartenformat, Edition 1 bis 11: A. R. Penck, Arnulf Rainer, Per Kirkeby, Christo, Max Neumann, Felix Droese, Jürgen Klauke, Dieter Appelt, Dietmar Kirves (Fotografien), Armando.